# Франц Трешер
Франц Тре́шер старший (нім. Franz Trescher) — архітектор. Працював у Львові в першій половині XIX століття. Спорудив низку будівель у стилі класицизму.
Уродженець Пешта. Від 1802 року вписаний до цехової книги львівських будівничих. Тоді як екзаменаційну роботу представив проект ратуші для Львова. 1818 року очолив цех. 14 липня 1826 року брав участь у роботі комісії, яка обстежувала вежу старої львівської ратуші. Комісія, а також кожен її член персонально, підтвердили, що стан будівлі не є загрозливим і не вимагає з боку поліції додаткових заходів безпеки. Однак того ж дня вежа завалилась. За даними історика Францішека Яворського нова ратуша була споруджена у 1827–1835 роках за спільним проектом Трешера і Йозефа Маркля, затвердженим у Відні. Існує однак версія Франца Чішки про будівництво ратуші Марклем спільно з Алоїзом Вондрашкою під керівництвом Єжи Глоговського у 1828–1835 роках. Цій версії надає перевагу також Тадеуш Маньковський. Трешер збудував також дім Куркового товариства у Львові на вулиці Лисенка у 1825–1827 роках. Збережений частково. Первісний вигляд відомий завдяки літографії Кароля Ауера, датованій близько 1840 року (зберігається в Історичному музеї).
Син архітектора — Франц Трешер молодший також був архітектором. У травні-жовтні 1820 року збудував дзвіницю Онуфріївського монастиря у Львові. Тоді ж створив проект корпусу келій, які мали примикати з півночі до дзвіниці (не був реалізований), а також 1824 року збудував притвор монастирської церкви. Вписаний до цехової книги 1836 року. Хтось із Трешерів брав участь у перебудові Оссолінеума у Львові (тепер бібліотека ім. Стефаника на вулиці Стефаника, 2).